# Hale County esta mañana, esta noche
Hale County esta mañana, esta noche (título original en inglés: Hale County This Morning, This Evening) es un documental estadounidense de 2018 sobre la vida de los negros en el condado de Hale, Alabama. Está dirigida por RaMell Ross y producida por RaMell Ross, Joslyn Barnes, Su Kim, y es la primera película de no ficción de Ross. El documental es el ganador del premio del Festival de Cine de Sundance 2018 por el premio especial del jurado de documentales de EE. UU. a la visión creativa, el premio de cine independiente Gotham 2018 a la mejor película documental y el premio Cinema Eye Honors Outstanding Achievement in Nonfiction Feature Filmmaking. Fue nominado al Premio de la Academia a la Mejor Película Documental. Después de su presentación en cines, se emitió en la serie Independent Lens de PBS y finalmente ganó un premio Peabody 2020.

## Recepción de la crítica
Hale County esta mañana, esta noche recibió elogios de la crítica, con a 97% en Rotten Tomatoes basada en 69 reseñas y una calificación promedio de 8.4/10; El consenso del sitio web dice: "De alcance íntimo pero temáticamente expansivo, Hale County esta mañana, esta noche extrae ideas extraordinarias de momentos aparentemente ordinarios". Obtiene 85 puntos en Metacritic, lo que indica "aclamación universal".